# Zentralfachschule der Deutschen Süßwarenwirtschaft

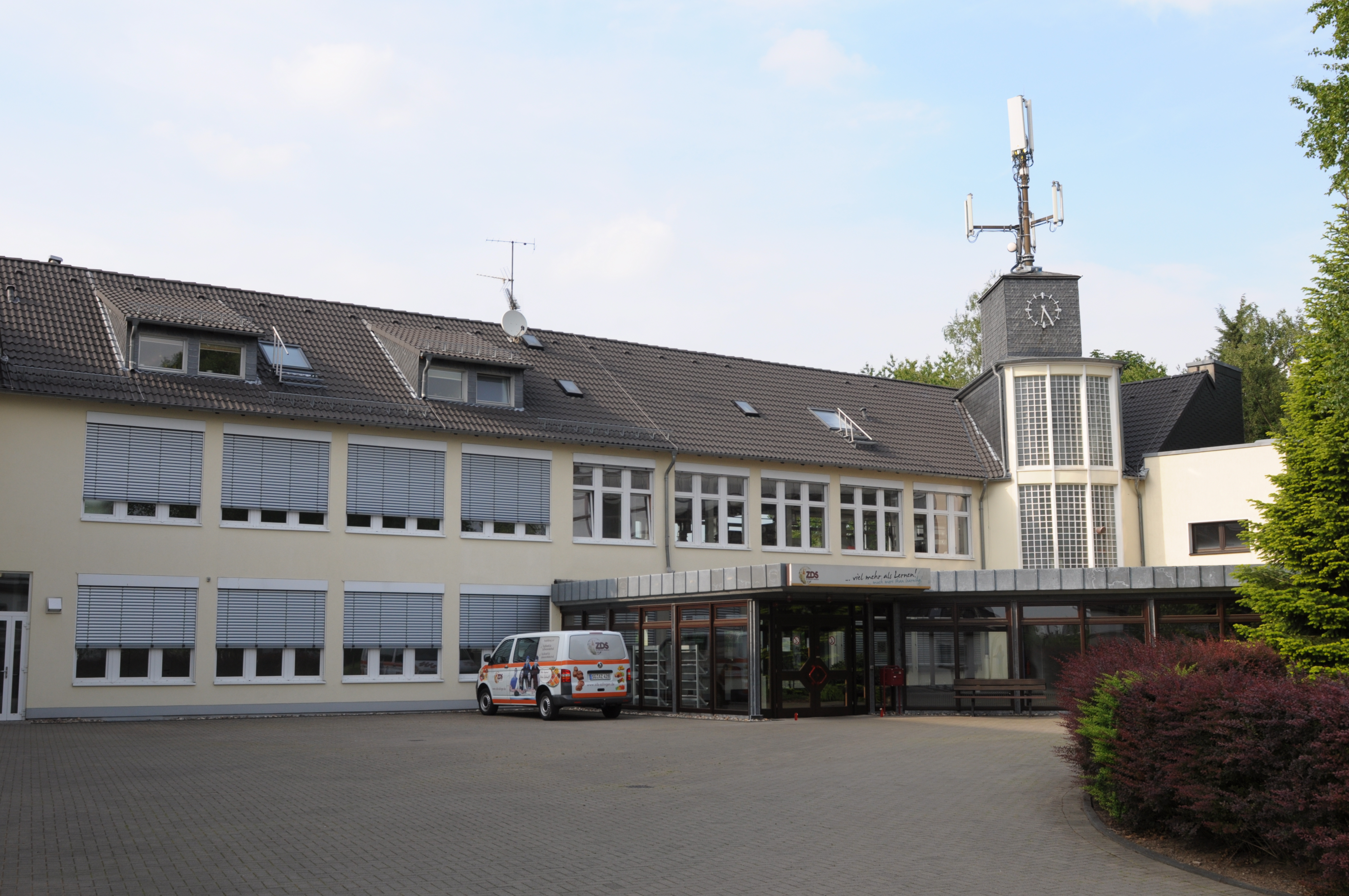
Zentralfachschule der Deutschen Süßwarenwirtschaft e. V. (ZDS) in Solingen

Die Zentralfachschule der Deutschen Süßwarenwirtschaft e. V. (ZDS) in Solingen-Gräfrath ist ein 1951 gegründeter Verein, der von ca. 250 Unternehmen aus den Bereichen Süßwaren-, Lebensmittel-, Zuliefer- und Maschinenindustrie sowie des Handels aus der Bundesrepublik Deutschland und dem Ausland getragen wird.

## Tätigkeiten
Die ZDS ist die zentrale Ausbildungsstätte der deutschen Süßwarenindustrie für den Ausbildungsberuf des/der Süßwarentechnologen/Süßwarentechnologin. Dieser löste zum 1. August 2014 das Berufsbild der Fachkraft für Süßwarentechnik ab. Außerdem dient die ZDS NRW-weit als Berufsschule für die Fachkraft für Lebensmitteltechnik. Sie bietet auch Vorbereitungslehrgänge für die Industriemeisterprüfung und die Ausbildung zum staatlich geprüften Lebensmitteltechniker an. Darüber hinaus werden von der ZDS Seminare, Fachtagungen und Praktika zu Themen der Süßwarenherstellung angeboten, die jährlich von Teilnehmern aus über 30 Ländern besucht werden. 
Die ZDS ist weltweit für Unternehmen beratend tätig und führt unternehmensspezifische Schulungen und Versuchsreihen für ihre Mitglieder durch.
Der Bundesverband der Deutschen Süßwarenindustrie kooperiert mit der ZDS und zeichnet alljährlich deren drei beste Absolventen im Ausbildungsberuf Süßwarentechnologe/in aus.